# Xiuhtezcatl Martinez

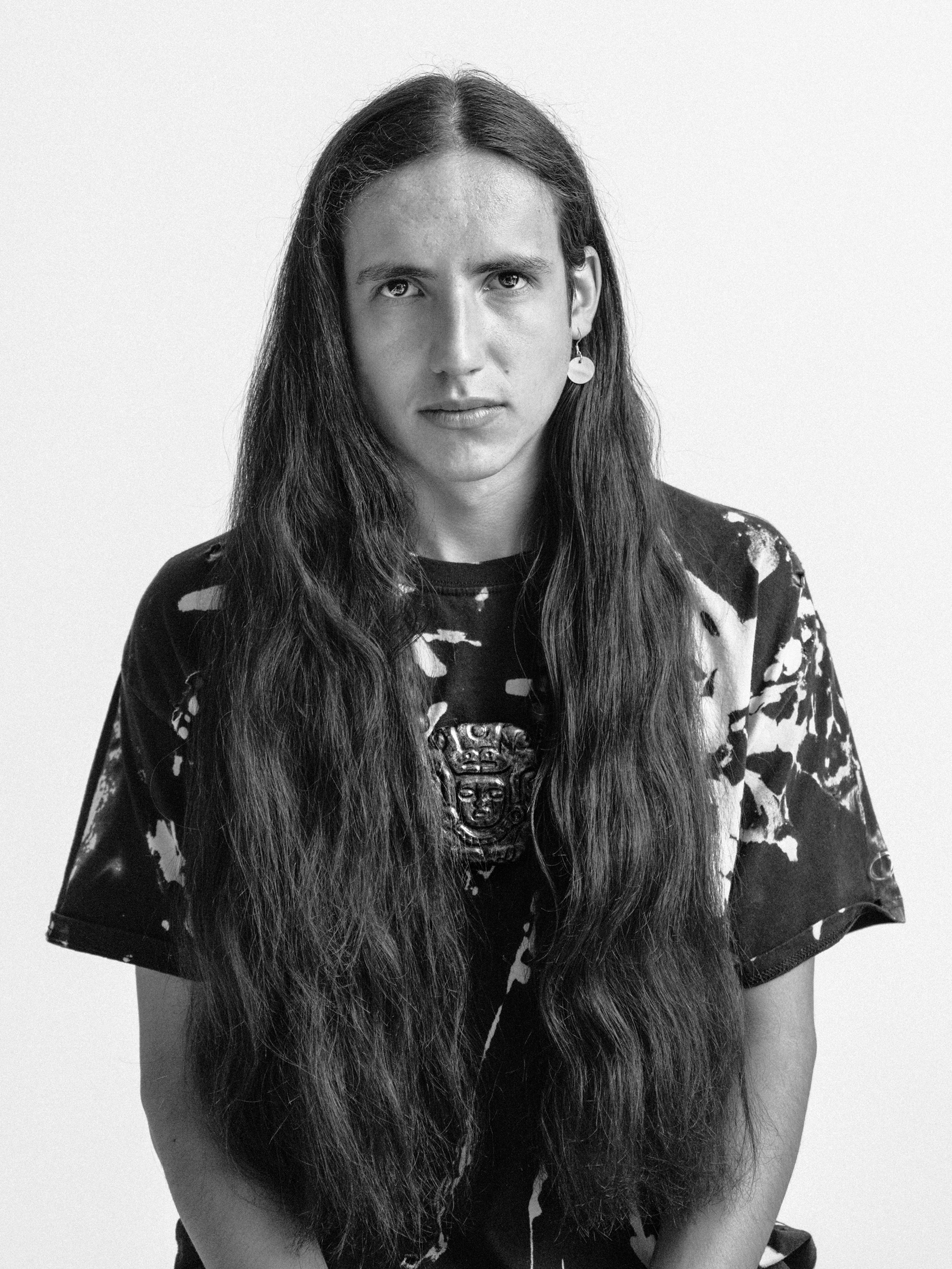
Xiuhtezcatl Martinez, 2019

Xiuhtezcatl Martinez (nascido a 9 de maio de 2000), também conhecido como Xiuhtezcatl Roske-Martinez, é um ativista norte-americano que também actua como rapper. Martinez é o jovem director da Earth Guardians, uma organização mundial de conservação.
Martinez falou para grandes multidões sobre os efeitos dos combustíveis fósseis nas comunidades indígenas e outras comunidades marginalizadas. Ele também falou nas Nações Unidas várias vezes e ganhou popularidade depois de fazer um discurso em 2015 na Assembleia Geral das Nações Unidas em inglês, espanhol e no seu idioma nativo, o náuatle.
Martinez é um dos 21 acusadores envolvidos no processo Juliana v. Estados Unidos, uma acção movida contra o governo dos EUA por não agir sobre as mudanças climáticas. A acção foi movida em 2015, e um tribunal federal rejeitou a medida do governo para encerrar o caso em novembro de 2016. Martinez também é um dos sete acusadores no processo Martinez v. Comissão de Conservação de Petróleo e Gás do Colorado; este é um processo a nível estadual semelhante ao Juliana v. Estados Unidos.

## Família
Martinez nasceu no Colorado, mas mudou-se para o México quando ainda era criança. Desde 2019, ele mora com a sua família em Boulder, Colorado. A sua mãe, Tamara Roske, foi uma das fundadoras do Earth Guardian Community Resource Center, uma escola secundária em Maui, Havaí. Roske actua como Directora Executiva da Earth Guardians. Martinez tem dois irmãos mais novos, a irmã Tonantzin e o irmão Itzcuauhtli. O seu pai, Siri Martinez, é de ascendência asteca, e ele criou os seus filhos na tradição mexica (um dos povos nativos do México). A sua família transferiu o conhecimento tradicional de ver um indivíduo como parte de um todo maior e de enfatizar uma conexão entre todos os aspectos do mundo natural. Portanto, Martinez vê um abuso da natureza como "a destruição de um sistema frágil e venerado".

### Endossamentos políticos
Em abril de 2019, Martinez escreveu um artigo na TeenVogue endossando Bernie Sanders para presidente, afirmando: "Eu acredito que Bernie Sanders está de acordo com as mudanças climáticas". Em dezembro de 2018, Martinez falou com Sanders num evento numa prefeitura chamado "Solucionando a Crise Climática".

## Prémios
Em 2013, Martinez recebeu o prémio de serviço voluntário dos EUA do presidente Barack Obama.
Em 2017, ele foi incluído na "25 under 25 list" da Rolling Stone, de jovens que vão mudar o mundo.
Em 2018, ele recebeu o Prémio de Mudança de Geração no MTV Europe Music Awards.